# Inverno del 1962-1963 nel Regno Unito
L'inverno 1962-1963 fu uno degli inverni più freddi mai registrati in Gran Bretagna. Le temperature sono scese e i laghi e i fiumi hanno iniziato a congelare. Dal calcolo della Central English temperature (CET), che risale al 1659, solo gli inverni (dicembre, gennaio e febbraio) del 1683-84 e 1739-40 sono stati i più freddi. Tuttavia, l'inverno non è stato così rigido in Scozia come in Inghilterra e Galles. L'inverno è conosciuto localmente come il grande gelo del 1963.

## Dicembre 1962
Il 22 dicembre un'ondata di freddo ha colpito le zone dell'Inghilterra meridionale con forti nevicate il giorno di Santo Stefano, il 26 dicembre, che sono continuate fino al giorno successivo.

## Gennaio 1963

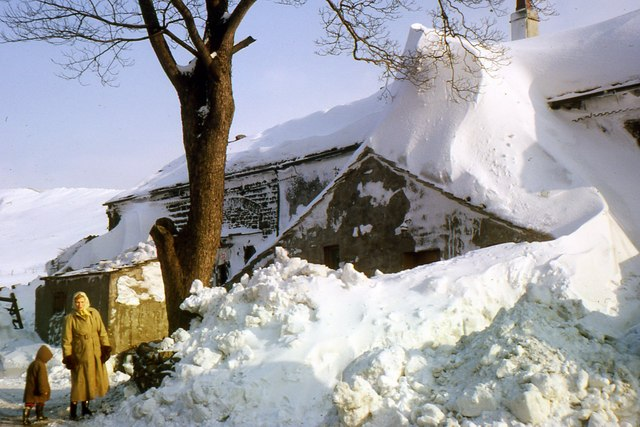
Neve profonda vicino a Burrow-with-Burrow, Lancashire, Inghilterra, gennaio 1963

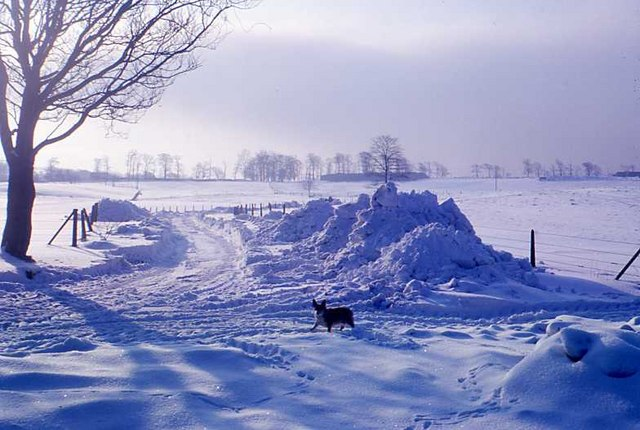
Neve nel Lancashire, gennaio 1963

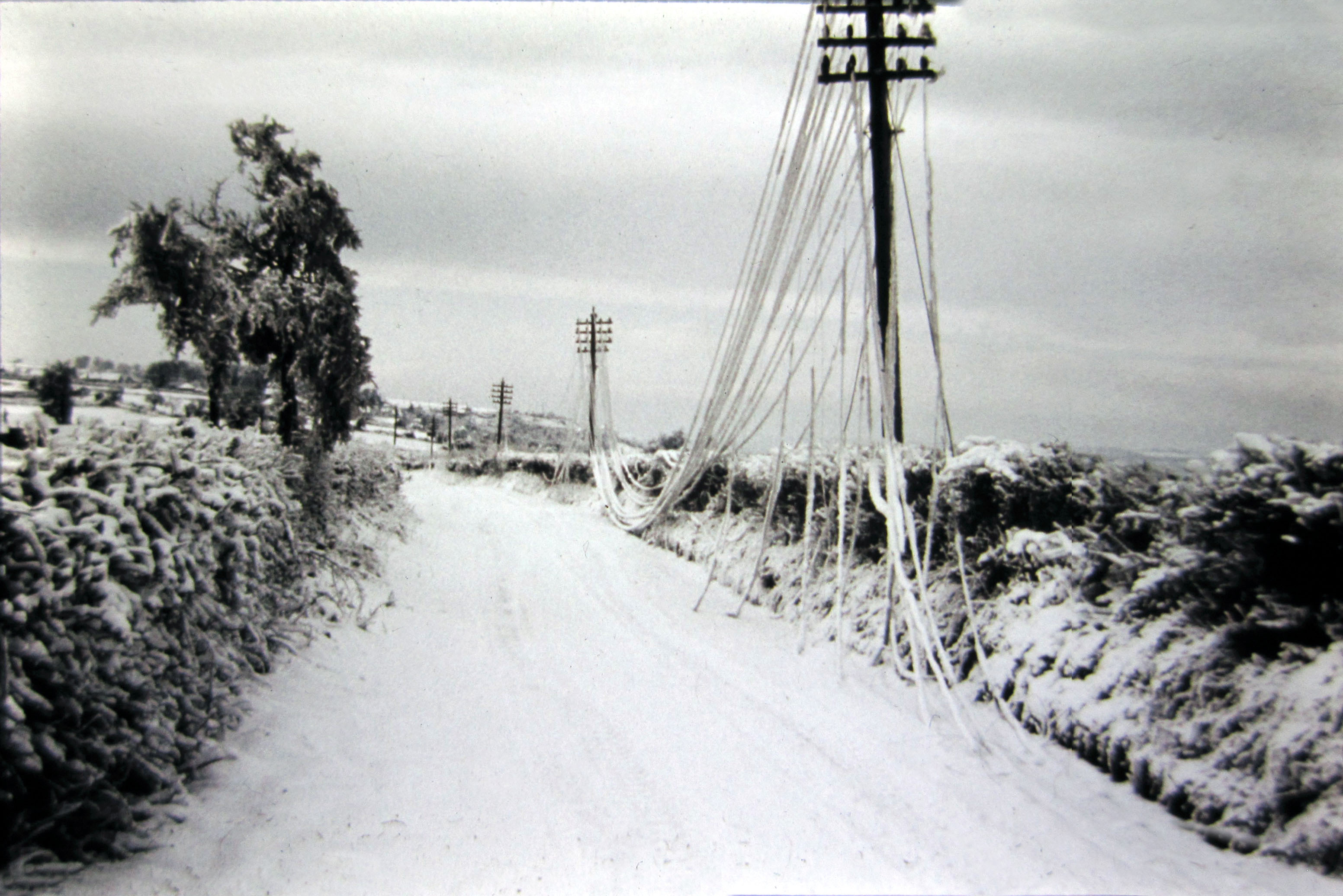
Il peso della neve e del ghiaccio ha teso i fili telefonici di rame fino a raggiungere il suolo. East Dundry Lane, Somerset, gennaio 1963

Nel gennaio 1963, le temperature in Gran Bretagna sono scese drasticamente, con temperature fino a -16° C (3,2° F) in alcuni punti. Vi è stata presenza di nebbia ghiacciata.

## Febbraio 1963
Nel febbraio 1963 cadde ancora più neve. Il tempo era molto ventoso, con la forza del vento fino a 8, secondo la scala di Beaufort (forza di burrasca).

## Marzo 1963
All'inizio di marzo il freddo si è placato. Il 6 marzo è stata la prima volta che l'intera Gran Bretagna ha avuto una giornata senza gelo nell'anno solare 1963. Le temperature hanno presto raggiunto i 17° C (62,6° F) e la neve rimanente è scomparsa rapidamente.